# Frecciarossa
Frecciarossa (sigla FR) è una categoria di servizio dei treni dell'impresa ferroviaria italiana Trenitalia, che a partire dal cambio orario di giugno 2012 ha sostituito, assieme alla nuova categoria Frecciargento, la categoria Eurostar Italia Alta Velocità (introdotta nel 1997), inserendosi nella famiglia delle Frecce. Precedentemente i treni di categoria Eurostar Italia Alta Velocità avevano ricevuto i nomi complementari Frecciarossa e Frecciargento, nomi che dal giugno 2012 non sono più complementari ma propri delle rispettive categorie di servizio.

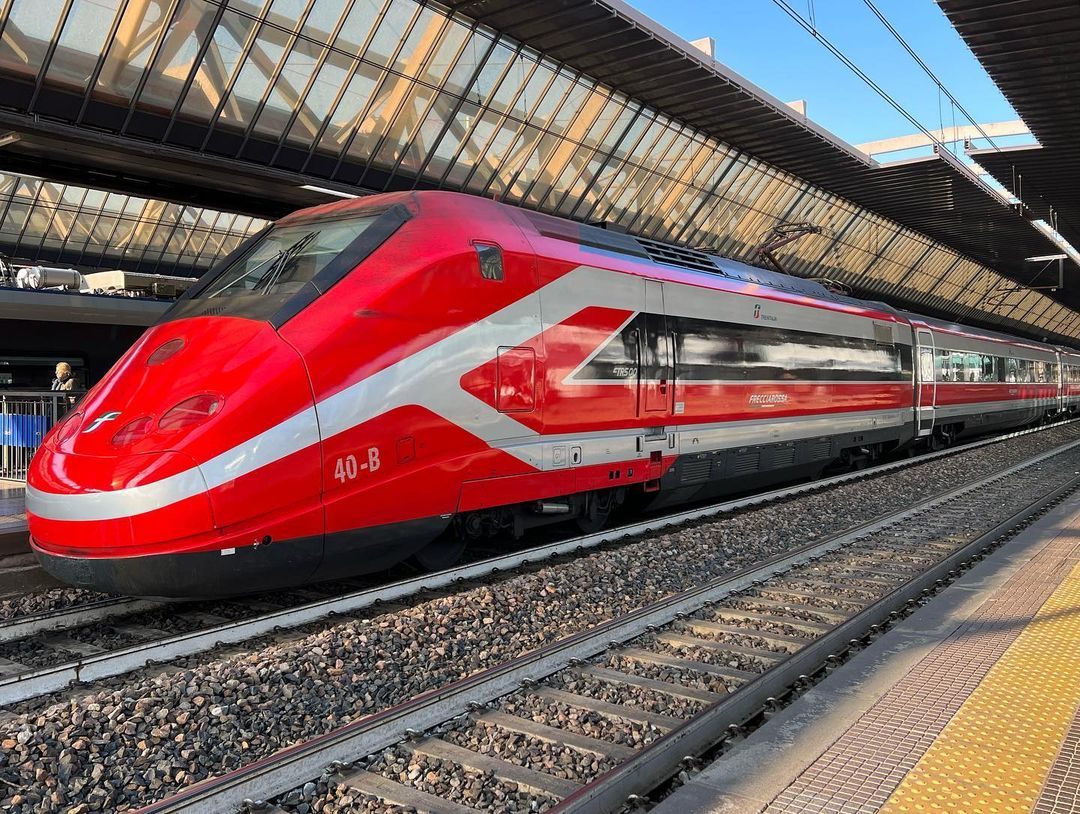
ETR.500 Frecciarossa

I convogli che espletano tale servizio sono il Frecciarossa 1000, l'ETR 500, l'ETR 700 e l'ETR 600. I treni Frecciarossa sono i servizi di punta di Trenitalia, caratterizzati dall'elevata velocità di servizio (fino a 300 km/h sulle linee dedicate all'alta velocità) e dall'alto livello di comfort offerto a bordo, dove sono offerti 4 livelli di servizio: Standard, Premium, Business ed Executive.
Nel 2022 il marchio Frecciarossa è diventato lo sponsor principale dei trofei Coppa Italia di calcio e di pallavolo femminile e della Scuderia Ferrari di Formula 1.

## Storia
Il 31 maggio 2022 viene annunciata, con il lancio di Trenitalia della Summer Experience, la nuova livrea Frecciarossa per gli ETR 500, i Frecciarossa 1000, gli ETR 700 e gli ETR 600. Questi ultimi 2 tipi di convogli precedentemente facevano parte della categoria Frecciargento; di conseguenza, gli ETR 700 nel dicembre 2022 sono stati riclassificati nella categoria superiore, la riconversione degli ETR 600 invece è avvenuta nel marzo del 2023.

## Materiale rotabile e allestimenti

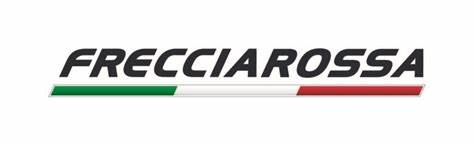
Marchio dei treni Frecciarossa

Le relazioni Frecciarossa sono effettuate con 4 differenti tipi di treno con livrea dedicata:
- Frecciarossa 1000: elettrotreno composto da 8 carrozze passeggeri divise in 4 livelli di servizio (457 posti a sedere e una carrozza con servizio bar/ristorante), con una velocità massima di 400 km/h[4], che commercialmente è limitata a 300 km/h. Dall'11 giugno 2017 al 31 marzo 2019, e di nuovo dal dicembre 2021, gli ETR 1000 sono impiegati anche in composizione doppia, da 16 carrozze con 914 posti totali, ottenuta dall'unione di 2 treni non comunicanti, che consente di raddoppiare la capienza del singolo convoglio senza influire sulle prestazioni e sui tempi di percorrenza.
- ETR 500: convoglio composto da due motrici E.404 in doppia trazione simmetrica e da 11 carrozze passeggeri divise in 4 livelli di servizio (574 posti a sedere e una carrozza con servizio bar/ristorante), con una velocità massima di 360 km/h, che commercialmente è limitata a 300 km/h.
- ETR 700: elettrotreno composto da 8 carrozze passeggeri divise in 3 livelli di servizio (497 posti a sedere e una carrozza con servizio bar/ristorante), con una velocità massima commerciale di 250 km/h.
- ETR 600: elettrotreno composto da 7 carrozze passeggeri divise in 3 livelli di servizio (432 posti a sedere e una carrozza con servizio bar/ristorante), con una velocità massima di 280 km/h, che commercialmente è limitata a 250 km/h.

I treni Frecciarossa viaggiano sia su linee ad alta velocità che su linee tradizionali, tuttavia su queste ultime sono sottoposti ai limiti di velocità del rango C, ad eccezione degli ETR 600, i quali, essendo gli unici mezzi di questa categoria dotati di assetto variabile attivo, possono viaggiare alle velocità consentite dal rango P.

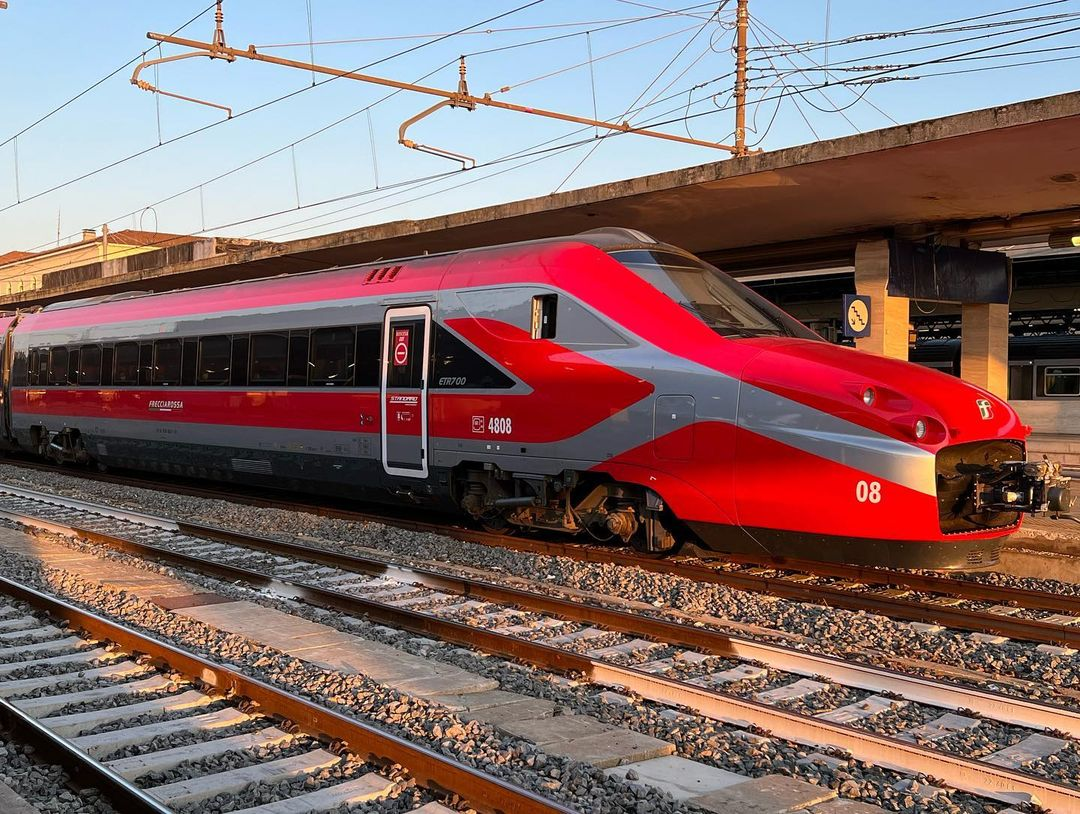
ETR.700 Frecciarossa

Le quattro tipologie di convogli sono tutte in grado di essere alimentate sia a 25 kV in corrente alternata alla frequenza di 50 Hz sia a 3 kV in corrente continua.  Gli ETR 500 hanno anche la possibilità dell'alimentazione a 1,5 kV in corrente continua, che però non viene utilizzata in quanto questi convogli operano solo in Italia (sarebbe dovuta servire per dei possibili collegamenti Italia-Francia tramite questi treni, che però, per dei problemi riscontrati nel posizionamento delle apparecchiature di sicurezza francesi, non vennero mai effettuati).
I Frecciarossa 1000 sono anch'essi predisposti per l'alimentazione a 1,5 kV in corrente continua ed anche per quella in corrente alternata a 15 kV con frequenza di 16 2/3 Hz; la disponibilità degli 1,5 kV CC viene sfruttata a partire dal 2021, con l'avvio del primo collegamento Frecciarossa internazionale, tra Milano e Parigi, effettuato da Trenitalia France con convogli appositamente modificati, dotati dei sistemi TVM, KVB ed RSO, rispettivamente per le linee LGV e le linee tradizionali francesi.

## Livelli di servizio

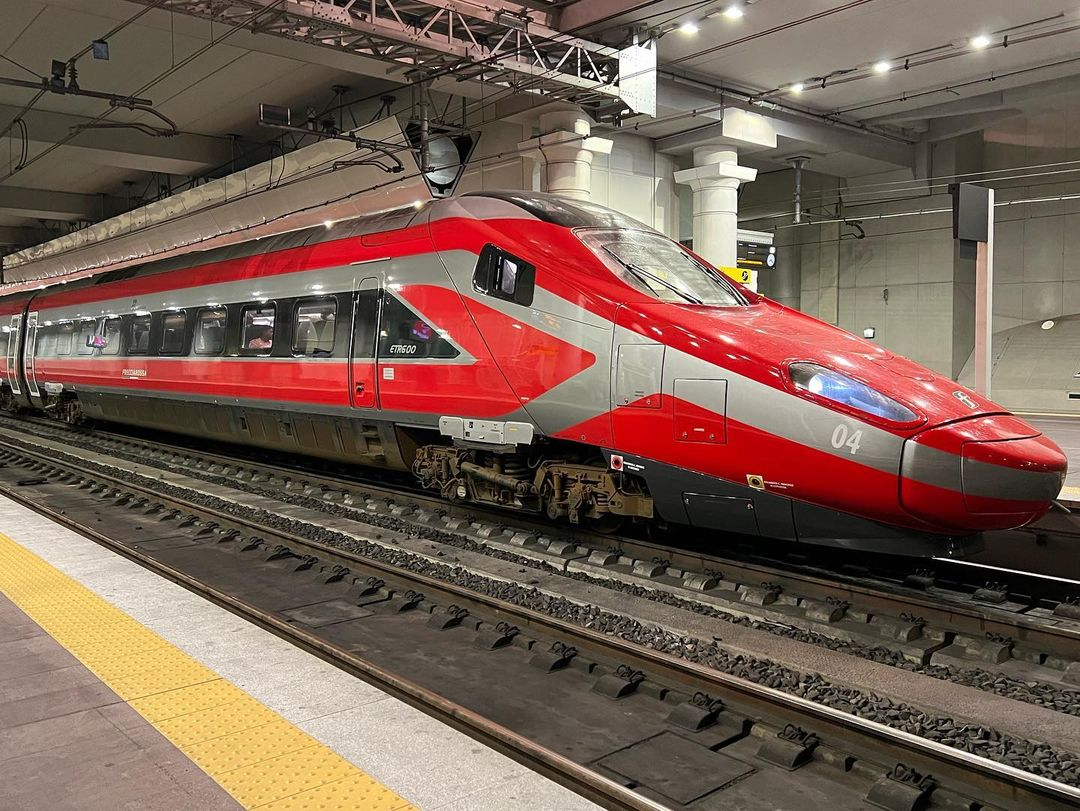
ETR.600 Frecciarossa

I Frecciarossa dispongono di 4 livelli di servizio (3 sull'ETR 700, sull'ETR 600 e sugli ETR 1000 in servizio tra Milano e Parigi) e l'allestimento interno di ognuno è diverso nei 4 convogli. Essi sono denominati:

### Executive (solo su ETR.500 e ETR.1000)

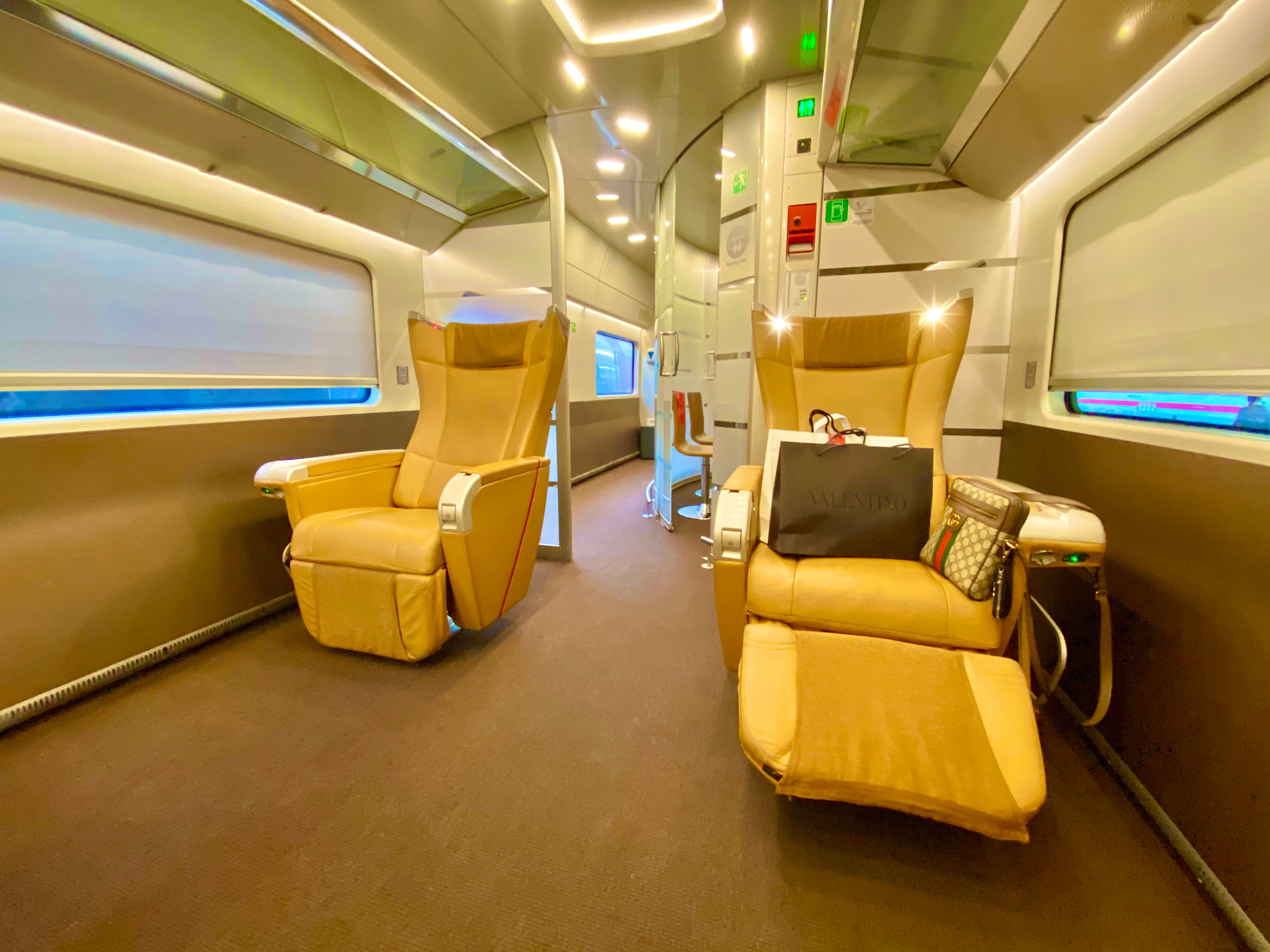
Executive Frecciarossa 1000

10 poltrone (8 sull'ETR 500) in pelle dotate di reclining e poggiagambe; bibite e snack, quotidiani e riviste. Inoltre ogni passeggero ha 2 prese individuali. Internet WI-FI gratuito e Portale Frecce. Livello non presente sull'ETR 700 e sull'ETR 600.

### Business
Poltrone ergonomiche in pelle con schienale reclinabile e poggiatesta regolabile, Wi-Fi, snack e drink di benvenuto, ristorazione al posto durante il viaggio, prese elettriche individuali, e Portale Frecce.

#### Business Working Area (solo su ETR.500 e ETR.1000)
Area Riservata per riunioni di lavoro, dotata di un tavolo e 5/6 poltrone in pelle. Servizio di benvenuto con snack e bevande e quotidiano gratuito. Area dedicata alle conferenza con prese elettriche e monitor da 32 pollici collegabile al computer. Internet WI-FI gratuito e Portale Frecce.

#### Business Area Silenzio
Il servizio è uguale alla classe Business a differenza che i telefoni devo restare in modalità silenziosa e i passeggeri devono evitare di far eccessivo rumore.

#### Business Salottino (solo su ETR.500)

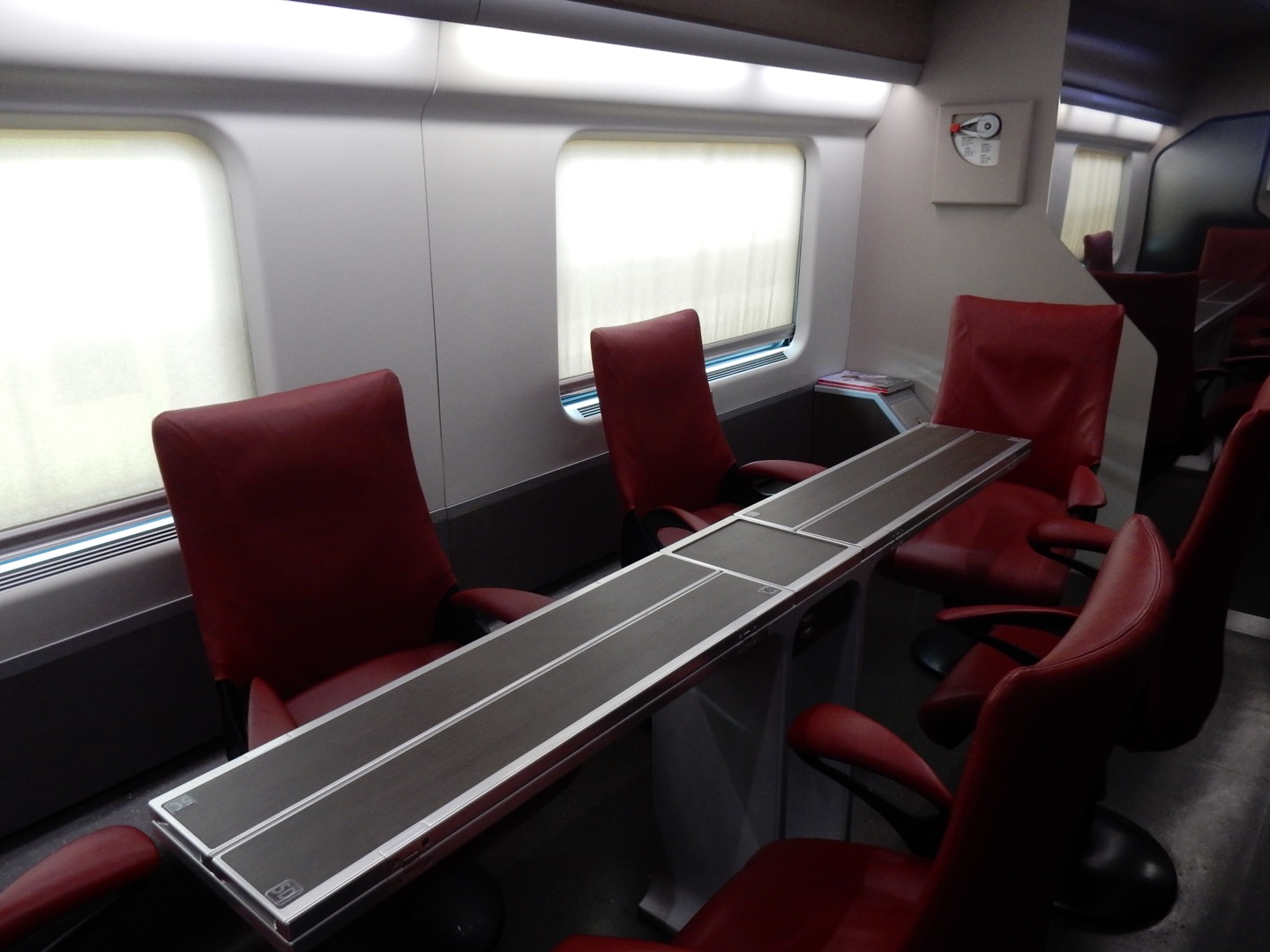
Working area ETR 500

Area riservata con 4 poltrone in pelle reclinabili. Servizio di benvenuto con snack e bevande, quotidiano gratuito, prese elettriche individuali, Internet WI-FI gratuito e Portale Frecce.

### Premium
Poltrone ergonomiche in pelle con schienale reclinabile (non reclinabile su ETR 700), Wi-Fi, snack e drink di benvenuto, ristorazione al posto durante il viaggio, intrattenimento per bambini, quotidiano gratuito e Portale Frecce. Ogni passeggero ha una presa elettrica individuale. Livello non presente sugli ETR 1000 in servizio tra Milano e Parigi.

### Standard
Poltrone ergonomiche rivestite in ecopelle (fino al 2020 in tessuto sugli ETR 500), con schienale reclinabile fino a 115° e poggiapiedi nei posti a correre (ETR 500); poltrone rivestite in ecopelle sugli ETR 1000 (non è possibile reclinare lo schienale e sono assenti i poggiapiedi); poltrone rivestite in ecopelle sugli ETR 700 (non è possibile reclinare lo schienale); poltrone rivestite in ecopelle sugli ETR 600.

#### Area family
Dal 15 luglio 2022 è possibile viaggiare in area family, ossia una carrozza dedicata al divertimento e allo svago dei bambini, grazie alla presenza di giochi, fogli da colorare e gadget. Per quanto riguarda i Frecciarossa, tale area è ubicata nella carrozza 11 dei convogli ETR 500.
Da ottobre 2022 l'area family è stata eliminata facendo tornare la carrozza 11 degli ETR 500 ad essere una semplice vettura di Standard, mentre continua ad esistere sugli Intercity ed Eurocity.

## Tratte
Al 2025, i treni Alta Velocità Frecciarossa operano su numerose direttrici, sia all'interno sia al di fuori del principale corridoio ad alta velocità della rete ferroviaria italiana (Torino-Salerno).
- Torino – Milano – Reggio Emilia AV - Bologna – Firenze – Roma – Napoli – Salerno. Alcuni Frecciarossa estendono la propria corsa da Milano fino a Brescia, da Firenze verso Arezzo e Perugia, da Roma fino all’aeroporto di Fiumicino o fino a Caserta, Benevento, Foggia, Bari e Lecce e da Salerno fino a Reggio Calabria o Potenza e Taranto.
- Venezia – Padova – Bologna – Firenze – Roma – Napoli – Salerno con estensioni da Venezia verso Gorizia e Trieste, da Roma verso l’aeroporto di Fiumicino e da Salerno verso la Calabria.
- Venezia – Padova – Vicenza – Verona – Brescia – Milano: alcuni treni estendono la propria corsa da Milano fino a Torino o Genova, da Verona fino a Bolzano e da Venezia fino a Udine e Trieste.
- Roma – Firenze – Bologna – Verona con prosecuzioni verso Bolzano o Brescia. Previste anche prosecuzioni da Bologna verso Modena e Mantova e da Roma verso Sibari.
- Torino – Milano – Bologna – Rimini – Ancona – Foggia – Bari – Lecce/Taranto e Venezia – Padova – Ferrara - Bologna – Rimini – Ancona – Foggia – Bari – Lecce.
- Milano – Torino – Bardonecchia – Modane – Chambéry – Lione – Parigi (collegamento effettuato da Trenitalia France).
- Parigi - Lione - Avignone TGV - Aix-en-Provence TGV - Marsiglia (collegamento effettuato da Trenitalia France).
- Roma - Livorno - Pisa - La Spezia - Genova - Torino.